# Inca (videogioco)
Inca è un videogioco prodotto dalla software house francese Coktel Vision e distribuito dalla Sierra On-Line nel 1992. È caratterizzato da un sistema di gioco vario, che mescola differenti generi, dal simulatore di volo, al rail shooter, all'avventura grafica.

## Trama
Il gioco è ambientato nel 1525, all'epoca della colonizzazione spagnola nelle Americhe, esplorate a partire dal 1492. Huayna Capac è l'ultimo appartenente al popolo Inca, ed attende con ansia l'arrivo di un guerriero, El Dorado, capace di fronteggiare gli spagnoli e riportare la pace.
500 anni dopo la morte di Huayna Capac ancora fervono le battaglie tra conquistadores ed Inca, solo che adesso si combatte nello spazio: gli spagnoli a bordo di galeoni volanti, gli Inca a bordo di navi spaziali a forma di idoli sacri, dette "tumi". El Dorado si risveglia in una stazione spaziale asteroidale chiamata Paititi (la cui superficie è segnata da linee simili a quelle dei Nazca) ed è pronto a compiere la sua missione: recuperare tre gemme, ognuna delle quali contiene una parte della conoscenza del popolo Inca, ovvero quella del Tempo, della Materia e dell'Energia, e sfruttarne il potere per annientare il comandante dell'esercito spagnolo, il malvagio Aguirre, una sorta di monaco dotato di poteri magici in grado di rispondere al fuoco in proporzione al numero di proiettili con cui viene attaccato.
Il suo viaggio inizia con El Dorado che attraversa un campo di asteroidi e combatte contro uno storno di navi spaziali Conquistadores, per poi raggiungere un labirinto pieno di enigmi per evocare gli spiriti di Mama Ocllo e Manco Cápac, i "Fondatori di Huaca", che gli danno la Gemma del Tempo. Sulla via di ritorno, El Dorado viene catturato da Aguirre sul suo galeone spaziale, salvo poi sfuggire dalle sue grinfie; raggiunge poi Paracas (una luna segnata da una forma simile all'omonimo candelabro dopo averla liberata dagli Spagnoli incontra un'Aclla che lo riconosce come il nuovo Sapa Inca e gli consegna la Gemma della Materia. La terza e ultima gemma, quella dell'Energia, è sorvegliata dai Maya sul loro pianeta e posta in un labirinto; superato l'enigma finale che richiede l'utilizzo delle tre gemme, riceve in dono il sacro tumi, simbolo della sua unzione come Figlio del Sole. Nel livello finale del gioco bisognerà affrontare e sconfiggere Aguirre per poter liberare il popolo Inca dalla minaccia spagnola una volta per tutte.

## Modalità di gioco
I 12 livelli che compongono Inca si dividono in battaglie spaziali, inseguimenti ed esplorazioni. L'energia e le vite a disposizione sono indicate da una corona dorata, visibile nell'abitacolo dell'astronave durante le battaglie spaziali o gli inseguimenti o nella parte superiore dello schermo durante le esplorazioni. Tutte le volte che El Dorado viene ferito (o la barra d'energia in basso si esaurisce durante le battaglie spaziali), una delle piccole gemme blu della corona si spegne: se si perdono tutte le gemme piccole, il giocatore perde una delle sue cinque vite, rappresentate dalle gemme più grandi.

### Battaglie spaziali
Sono i livelli più comuni. Bisogna usare il mouse come se fosse una cloche, in maniera simile a come accade nei simulatori di volo, quindi abbattere gli incrociatori spagnoli ed altri pericoli (nel primo livello, per esempio, c'è una pioggia di asteroidi da affrontare). L'arma di base con cui è equipaggiato il "tumi" è un laser, che tuttavia si surriscalda con l'uso prolungato. Si hanno a disposizione anche due armi speciali che possono essere usate nei momenti di bisogno: i siluri a ricerca, che distruggono automaticamente un nemico, e una bomba che annienta tutti i nemici davanti. È anche possibile accelerare tenendo premuto il tasto destro del mouse.

### Inseguimenti
Il secondo e l'ottavo livello sono degli inseguimenti spaziali. Per completarli, bisogna distruggere tutti gli incrociatori spagnoli prima che raggiungano una "meta", indicata su un radar nella parte superiore dello schermo. Se non si riesce ad evitare che questo accada, o il "tumi" viene distrutto, si perde una vita.

### Esplorazioni
In questi livelli si ha il controllo diretto di El Dorado all'interno di un labirinto. A mano a mano che si procede, si può venire attaccati dai soldati spagnoli, nel qual caso El Dorado si ferma e inizia il combattimento, come avviene nei rail shooter. El Dorado è dotato di un'arma a energia che spara proiettili verdi, singolarmente o in maniera rapida tenendo premuto il tasto sinistro del mouse; con il fuoco rapido, tuttavia, l'arma si scarica più velocemente e il giocatore rischia di rimanere temporaneamente senza difese.
Esistono due tipi di soldati spagnoli: quelli armati di pistola, più comuni, e quelli armati di spada, più rari. I secondi possono anche parare i colpi di El Dorado mettendosi in posizione di guardia.
Le sparatorie contro i soldati sono inframmezzate da enigmi, che nella maggior parte dei casi si risolvono tentando possibili combinazioni tra gli oggetti che possono essere raccolti nel quadro, o interagendo in una data maniera con quelli visibili. Alcuni enigmi possiedono anche una serie di "interazioni errate", che non tolgono vite al giocatore ma fanno ricominciare da capo.

## Sviluppo
Inca è stato realizzato coinvolgendo anche attori in carne ed ossa, che hanno recitato su un blue screen e poi sono stati inseriti nel gioco; Alberto Quintanilla veste i panni di Huayna Capac, Yasmine Moïra interpreta la giovane Accla, e Ivan Bono veste i panni di Aguirre. I fondali sono pre-renderizzati, mentre tutti gli altri sprite utilizzati per rappresentare oggetti scenici sono bidimensionali.
Il gioco è stato in seguito pubblicato come Inca Multimedia CD, con l'aggiunta di qualche nuovo filmato e l'allungamento di alcuni già esistenti e una colonna sonora aggiornata (con tanto di tracciati cantati), tra cui la canzone "Inca People" composta da J. M. Marrier. Inoltre, la versione CD è divisa in 16 livelli anziché 12, con l'aggiunta di nuovi checkpoint, e il livello del labirinto maya ha un'area in più con nuovi enigmi.

## Accoglienza
Computer Gaming World dichiarò che, nonostante le grafiche e i sonori eccellenti, soprattutto la colonna sonora "il gioco non è riuscito a mantenere il suo potenziale ultimo", con sequenze che si interrompevano all'improvviso. Ad aprile 1994, tramite Robin Matthews, la stessa rivista ha dichiarato che il gioco possedeva "enigmi di difficoltà modesta e sequenze d'azione che spacca-joystick", "ma la trama e, in misura minore, l'interfaccia lasciano molto a desiderare". GamePro ha recensito la versione CD-i, lodandone la "trama stupefacente che si estenden nel tempo e nello spazio" e "la musica fantastica punteggiata dai flauti sudamericani", ma criticandone gli scarsi controlli e i frequenti caricamenti che rallentavano il gioco. Power Unlimited ha dato alla versione CD-i un voto di 90%, dichiarando: "Inca è un ottimo esempio di un videogioco, in quanto combina azione, avventura ed enigmi con immagini e sonori fantastici."
Next Generation ha invece dato alla stessa versione una stella su cinque, criticandone i caricamenti e il doppiaggio.